# Branco van den Boomen
Branco van den Boomen, né le 21 juillet 1995 à Eindhoven aux Pays-Bas, est un footballeur néerlandais qui joue au poste de milieu de terrain à l'Ajax Amsterdam.

## Biographie

### Carrière

#### Formation et débuts
Branco van den Boomen est né le 21 juillet 1995 dans la ville d'Eindhoven, située aux Pays-Bas. Au cours de sa formation footballistique, il côtoie trois clubs dont le plus renommé du pays, l'Ajax Amsterdam, avec lequel il clôt son apprentissage de 2011 à 2013. En 2012, Van den Boomen est sacré champion d'Europe avec les moins de 17 ans.
Van den Boomen commence sa carrière avec la Jong Ajax, l'équipe réserve de l'Ajax, le 11 novembre 2013 contre De Graafschap en deuxième division. Il inscrit son premier but en janvier 2014 lors d'une défaite 3-1 face à Telstar. Il joue un total de quinze rencontres pour la réserve mais ne parvient pas à intégrer l'effectif professionnel.
Son avenir compromis à l'Ajax, Van den Boomen signe au FC Eindhoven à l'été 2014. Retrouvant la deuxième division, il s'impose rapidement dans l'effectif professionnel et dispute 37 matchs de championnat lors de la saison 2014-2015. Le club est proche de monter en première division, finissant deuxième du classement, mais s'incline en barrages face au FC Volendam.

#### Passage en Eredivisie
Fort d'un exercice réussi, Van den Boomen rejoint le SC Heerenveen en 2015, club évoluant en Eredivisie, première division du pays. Le 11 août 2015, il fait ses débuts en championnat contre De Graafschap et délivre une passe qui contribue à un succès 3-1. Van den Boomen inscrit son premier but dans l'élite néerlandaise le 3 avril 2016 face au Roda JC (victoire 1-2). Le milieu finit la saison avec un but et trois passes en 23 matchs.
Prêté au Willem II Tilburg pour la saison 2016-2017, Van den Boomen déçoit et ne dispute que neuf rencontres. À l'été 2017, il revient au FC Eindhoven, deux ans après son départ.

#### Retour à Eindhoven et De Graafschap
Van den Boomen retrouve rapidement sa place de titulaire au sein de son ancien club. Sa saison 2018-2019 est celle de la confirmation de son talent de passeur mais également de buteur avec onze réalisations et quatorze passes délivrées en championnat, faisant de lui le meilleur passeur de la saison.
Van den Boomen s'engage en faveur du De Graafschap le 28 août 2019 pour une somme de 300 000 euros. Toujours en deuxième division, le milieu continue d'enchaîner de solides performances individuelles et de faire briller ses coéquipiers, distillant ainsi neuf passes en championnat.

#### Révélation au  Toulouse FC

##### 2020-2021: Débuts en France et découverte de la Ligue 2
Le 7 août 2020, Van den Boomen signe au Toulouse Football Club un contrat de trois ans pour le montant de 350 000 euros, prix de sa clause libératoire à De Graafschap. Il est le premier joueur néerlandais à porter les couleurs du club depuis Rob Rensenbrink, et prend le numéro 14, en hommage à Pantxi Sirieix, ancien joueur du club reconverti en coordinateur sportif. Dans une interview, le joueur explique avoir été repéré grâce à des données statistiques, beaucoup utilisées par le nouveau président Damien Comolli.
Le 22 août 2020, sous le numéro 14, Van den Boomen dispute ses premières minutes toulousaines en entrant en jeu à la place de Nathan Ngoumou lors d'une défaite 0-1 au Stadium contre Dunkerque, en ouverture de la Ligue 2. La journée suivante, il reçoit sa première titularisation face à Grenoble (défaite 5-3). Sur pénalty il marque son premier but au club face à l'AJ Auxerre, le TFC s'imposant alors 3-1 au Stadium pour la cinquième journée du championnat, première victoire des Violets depuis octobre 2019. Lors de l'exercice 2020-2021, il est un joueur souvent utilisé dans le 3-5-2 de Patrice Garande, alors coach du club, qui lui préfèrera malgré tout le jeune Manu Koné au poste de milieu de terrain. À la fin de la saison, il n'est titulaire sur aucun des deux matchs de barrages de Ligue 1 contre le FC Nantes qui s'imposera, obligeant le TFC à évoluer une année supplémentaire en seconde division. Il termine donc sa saison avec un total de 5 buts et 8 passes décisives en 40 matchs joués toute compétitions confondues. Satisfait et apprécié, Van den Boomen devient un joueur reconnu parmi les supporters toulousains, aussi bien pour sa régularité et combativité sur le terrain que sa discrétion en dehors.

##### 2021-2022: Confirmation en Ligue 2 et premier titre
Avec le départ de Patrice Garande remplacé par Philippe Montanier à l'été, "VDB" gagne sa place de titulaire dans l'effectif violet, héritant du numéro huit de Manu Koné parti pour le Borussia Mönchengladbach, il réalise une entame de saison 2021-2022 efficace – où il ouvre son compteur de passes décisives dès le premier match contre Ajaccio puis délivre trois passes à Nancy la journée suivante, – et occupe la première place du classement des passeurs en creusant rapidement l'écart avec ses concurrents. Il manque de justesse d'être élu Joueur du mois de Ligue 2 en août et septembre 2021. À la trêve hivernale, Van den Boomen est le deuxième joueur le plus décisif du championnat en étant impliqué dans 15 buts toulousains, derrière son coéquipier Rhys Healey, tandis que Toulouse est vice-champion d'automne. Avec ses compères du milieu Brecht Dejaegere et Stijn Spierings, il forme un milieu de terrain complémentaire. Le Néerlandais réalise un mois de février 2022 prolifique où il marque deux buts et délivre cinq passes décisives qui lui permettent d'être élu Joueur du mois du championnat pour la première fois, après ses deux nominations en début de saison,. Van den Boomen réalise le deuxième doublé de sa saison lors du déplacement à Auxerre le 19 mars, rival direct classé troisième, qui permet à Toulouse de l'emporter 1-2 et de conforter sa place de leader du championnat, distançant les adversaires du jour de neuf points. Les Violets sont sacrés champion de Ligue 2 après une victoire 2-1 contre le Nîmes Olympique le 7 mai 2022 et fêtent leur titre avec les supporters deux jours plus tard place du Capitole, dans le centre-ville toulousain. Van den Boomen clôt son riche exercice avec vingt passes en championnat, égalant le record établi par Zinedine Ferhat quatre ans plus tôt, et est nommé meilleur joueur ainsi que membre de l'équipe-type de la saison aux trophées UNFP,

##### 2022-2023: Découverte de la Ligue 1 et vainqueur de la Coupe de France
Pour son premier match en Ligue 1 Uber Eats il porte le brassard de capitaine et distribue sa première passe décisive, contre l'OGC Nice, sur un centre que son compatriote Thijs Dallinga reprendra victorieusement du tibia. Il inscrit son premier but en Ligue 1 le 16 octobre 2022 sur pénalty face à Angers, au stadium de Toulouse.

#### 2023-: Retour aux Pays-Bas
Le 29 mai 2023, libre de son contrat avec Toulouse FC,   Branco Van den Boomen signe,  libre, un contrat de quatre ans avec l'Ajax Amsterdam .

## Style de jeu
Doté d'une bonne qualité de centre et de passe, ainsi que d'une bonne vision de jeu, Van den Boomen est naturellement le dépositaire du jeu.
De plus, les coups de pied arrêtés sont sa spécialité : sur coup franc, il marque ou délivre des passes décisives, ses corners se transformant souvent en situations dangereuses. Lors de la saison 2020-2021, Van den Boomen bat le record de passes décisives sur coup de pieds arrêtés en Ligue 2.
Il possède également une frappe lointaine efficace, ce qui fait de lui un milieu complet.
D'un naturel plutôt porté vers l'avant, Van den Boomen sait jouer aussi bien en milieu offensif qu'en milieu central. Sous le coaching de Philippe Montanier au Toulouse FC, il évolue parfois même sur l'aile en tant que milieu gauche ou droit où ses longues transversales opposées apportent du danger.

## Statistiques
| Saison                | Club                  | Championnat           | Championnat | Championnat | Championnat | Coupe(s) nationale(s) | Coupe(s) nationale(s) | Coupe(s) nationale(s) | Compétition(s) continentale(s) | Compétition(s) continentale(s) | Compétition(s) continentale(s) | Compétition(s) continentale(s) | Autres compétitions | Autres compétitions | Autres compétitions | Autres compétitions | Total | Total | Total |
| Saison                | Club                  | Division              | M.          | B.          | P.d.        | M.                    | B.                    | P.d.                  | Comp.                          | M.                             | B.                             | P.d.                           | Comp.               | M.                  | B.                  | P.d.                | M.    | B.    | P.d.  |
| 2013-2014             | Jong Ajax             | D2                    | 15          | 1           | 0           | -                     | -                     | -                     | -                              | -                              | -                              | -                              | -                   | -                   | -                   | -                   | 15    | 1     | 0     |
| 2014-2015             | FC Eindhoven          | D2                    | 37          | 4           | 3           | 1                     | 0                     | 0                     | -                              | -                              | -                              | -                              | PO                  | 2                   | 0                   | 1                   | 40    | 4     | 4     |
| 2015-2016             | SC Heerenveen         | D1                    | 23          | 1           | 3           | 0                     | 0                     | 0                     | -                              | -                              | -                              | -                              | -                   | -                   | -                   | -                   | 23    | 1     | 3     |
| 2016-2017             | Willem II (prêt)      | D1                    | 8           | 0           | 0           | 1                     | 0                     | 0                     | -                              | -                              | -                              | -                              | -                   | -                   | -                   | -                   | 9     | 0     | 0     |
| 2017-2018             | FC Eindhoven          | D2                    | 37          | 2           | 4           | 2                     | 0                     | 0                     | -                              | -                              | -                              | -                              | -                   | -                   | -                   | -                   | 39    | 2     | 4     |
| 2018-2019             | FC Eindhoven          | D2                    | 36          | 11          | 14          | 1                     | 0                     | 0                     | -                              | -                              | -                              | -                              | -                   | -                   | -                   | -                   | 37    | 11    | 14    |
| 2019-2020             | FC Eindhoven          | D2                    | 3           | 4           | 0           | 0                     | 0                     | 0                     | -                              | -                              | -                              | -                              | -                   | -                   | -                   | -                   | 3     | 4     | 0     |
| Sous-total            | Sous-total            | Sous-total            | 76          | 17          | 18          | 3                     | 0                     | 0                     | -                              | 0                              | 0                              | 0                              | -                   | -                   | -                   | -                   | 79    | 17    | 18    |
| 2019-2020             | De Graafschap         | D2                    | 24          | 5           | 9           | 1                     | 0                     | 0                     | -                              | -                              | -                              | -                              | -                   | -                   | -                   | -                   | 25    | 5     | 9     |
| 2020-2021             | Toulouse FC           | L2                    | 35          | 5           | 7           | 2                     | 0                     | 1                     | -                              | -                              | -                              | -                              | BR                  | 3                   | 0                   | 0                   | 40    | 5     | 8     |
| 2021-2022             | Toulouse FC           | L2                    | 37          | 12          | 20          | 4                     | 0                     | 2                     | -                              | -                              | -                              | -                              | -                   | -                   | -                   | -                   | 41    | 12    | 22    |
| 2022-2023             | Toulouse FC           | L1                    | 35          | 5           | 8           | 5                     | 1                     | 5                     | -                              | -                              | -                              | -                              | -                   | -                   | -                   | -                   | 40    | 6     | 13    |
| Sous-total            | Sous-total            | Sous-total            | 107         | 22          | 35          | 11                    | 1                     | 8                     | -                              | 0                              | 0                              | 0                              | -                   | 3                   | 0                   | 0                   | 121   | 23    | 43    |
| 2023-2024             | Ajax Amsterdam        | D1                    | 21          | 2           | 1           | -                     | -                     | -                     | C3+C4                          | 5+3                            | 0+1                            | 0                              | -                   | -                   | -                   | -                   | 29    | 3     | 1     |
| 2024-2025             | Ajax Amsterdam        | D1                    | 12          | 0           | 0           | 1                     | 0                     | 0                     | C3                             | 13                             | 2                              | 0                              | -                   | -                   | -                   | -                   | 26    | 2     | 0     |
| Sous-total            | Sous-total            | Sous-total            | 33          | 2           | 1           | 1                     | 0                     | 0                     | -                              | 21                             | 3                              | 0                              | -                   | 0                   | 0                   | 0                   | 55    | 5     | 1     |
| Total sur la carrière | Total sur la carrière | Total sur la carrière | 322         | 52          | 69          | 18                    | 1                     | 8                     | -                              | 21                             | 3                              | 0                              | -                   | 5                   | 0                   | 1                   | 366   | 56    | 78    |

## Palmarès

### En club
Au Toulouse FC, Van den Boomen est sacré champion de France de Ligue 2 en 2022, obtenant son premier trophée en club, et remporte son premier trophée majeur, la Coupe de France, en 2023.

### En équipe nationale
Avec l'équipe des Pays-Bas des moins de 17 ans, il remporte le championnat d'Europe des moins de 17 ans en 2012.

### Distinctions personnelles
- Meilleur passeur de l'Eerste Divisie 2018-2019 (14 passes)
- Joueur du mois de Ligue 2 en février 2022 et mars 2022
- Trophée UNFP du meilleur joueur de Ligue 2 de la saison 2021-2022[18]
- Nommé dans l'équipe-type de Ligue 2 aux Trophées UNFP du football 2022[19]
- Meilleur passeur de Ligue 2 2021-2022 (20 passes)